# Províncias Unidas da Itália Central
As Províncias Unidas da Itália Central, também conhecidas por União da Itália Central, Confederação da Itália Central ou Governo Geral da Itália Central (em italiano Province Unite del Centroitalia), foi um Estado satélite,  de curta duração, do Reino da Sardenha. Era constituído pela união dos antigos Grão-Ducado da Toscana, Ducado de Parma e Placência, Ducado de Módena e Reggio, e Legações Papais, após os respectivos monarcas terem sido expulsos por revoluções populares.
Desde agosto de 1859, os regimes pro-Sardos entretanto instalados no Toscana, Parma, Módena e Legações Papais celebraram diversos tratados militares. A 7 de novembro de 1859, elegeram Eugenio Emanuele de Saboia-Carignano como regente. Contudo, o rei Vítor Manuel II da Sardenha recusou reconhecer a eleição, enviando antes Carlo Boncompagni como Governor Geral da Itália Central, que seria responsável pelos assuntos diplomáticos e militares dos Estados.
A 8 de dezembro de 1859, Parma, Módena e as Legações Papais foram incorporadas nas Províncias Reais da Emília. Após os plebiscitos que tiveram lugar em março de 1860, o Estado foi formalmente anexado ao reino sardo-piemontês. Em troca, pelo reconhecimento francês, a região de Saboia e o Condado de Nice foram cedidos à França, pelo Tratado de Turim.